# Spartacus (série télévisée)
Pour les articles homonymes, voir Spartacus (homonymie).
Spartacus est une série péplum américaine en 33 épisodes créée par Steven S. DeKnight sur la vie du gladiateur Spartacus et diffusée du 22 janvier 2010 au 12 avril 2013 sur Starz. Robert Tapert et Sam Raimi en sont les producteurs exécutifs.
Aux États-Unis, la série est déconseillée aux moins de 17 ans à cause de la violence visuelle, les scènes de sexe explicites ainsi qu'un langage cru. En France, la série est déconseillée aux moins de 16 ans pour les mêmes raisons et a été diffusée sur W9 et sur la chaîne payante OCS Choc. En Belgique et au Luxembourg, la série a été diffusée sur BeTV.
Une série faisant office de séquelle est en cours de développement avec Steven S. DeKnight revenant pour l’écriture de la série. La série s'intitulera Spartacus : House of Ashur, aura 10 épisodes, Nick E. Tarabay reprendra son rôle d'Ashur et Lucy Lawless celui de Lucretia. Une autre série se déroulant après la défaite de Spartacus dans la Guerre des Damnés serait aussi en cours de développement.

## Synopsis

### Première saison:Le Sang des gladiateurs(Blood and Sand)
C’est dans le sang et le sable des arènes que s’écrit sa légende. Puissant guerrier trahi par Rome, un Thrace de nom inconnu est réduit en esclavage, contraint de devenir gladiateur s’il veut un jour revoir sa femme. Puisque personne ne connaît le vrai nom du prisonnier, le machiavélique Lentulus Batiatus lui donne le nom de « Spartacus », car il s'est battu comme le féroce roi Spartacus du Bosphore Cimmérien (-438 à -431) Au sein de son école de gladiateurs, Spartacus recevra l’enseignement de l’impitoyable doctore pour devenir le plus redoutable des combattants. Mais entre l’hostilité des autres gladiateurs et les manigances de Batiatus et de son épouse Lucretia, Spartacus devra tout sacrifier pour pouvoir survivre…

### Préquelle:Les Dieux de l'arène(Gods of the Arena)
La préquelle est centrée sur le passé de Lucretia et de Batiatus. Elle met en scène Gannicus, le précédent champion de Capoue.

### Deuxième saison:Vengeance
Dans la foulée de la fuite sanglante de la Maison de Batiatus qui a conclu la première saison, la rébellion de gladiateurs se poursuit et la crainte s'installe dans la République romaine. Gaius Claudius Glaber et ses troupes sont envoyés à Capoue pour écraser la bande croissante d'esclaves libres que Spartacus conduit avant que celle-ci puisse causer des dégâts supplémentaires. Spartacus est confronté au choix de satisfaire son besoin de vengeance personnelle contre l'homme qui a conduit sa femme à l'esclavage et la mort ou faire tous les sacrifices nécessaires pour garder son armée au complet.

### Troisième saison:La Guerre des damnés(War of the Damned)
La saison 2 s’était achevée dans un véritable bain de sang : pas moins de six personnages centraux y perdaient la vie… Spartacus et les troupes Rebelles remportaient la bataille contre Gaius Claudius Glaber mais devaient faire face à la perte d'êtres chers. Après cette victoire éclatante, des centaines d'esclaves se sont ralliés à la rébellion. Rome redoute de plus en plus la menace que représente Spartacus, apparemment invincible. Entouré de ses lieutenants, Crixus, Gannicus et Agron, l’ancien gladiateur va désormais devoir affronter deux nouveaux émissaires en provenance de Rome. Le richissime Marcus Crassus, bien décidé à adopter une stratégie différente de Glaber, et Jules César.

## Production

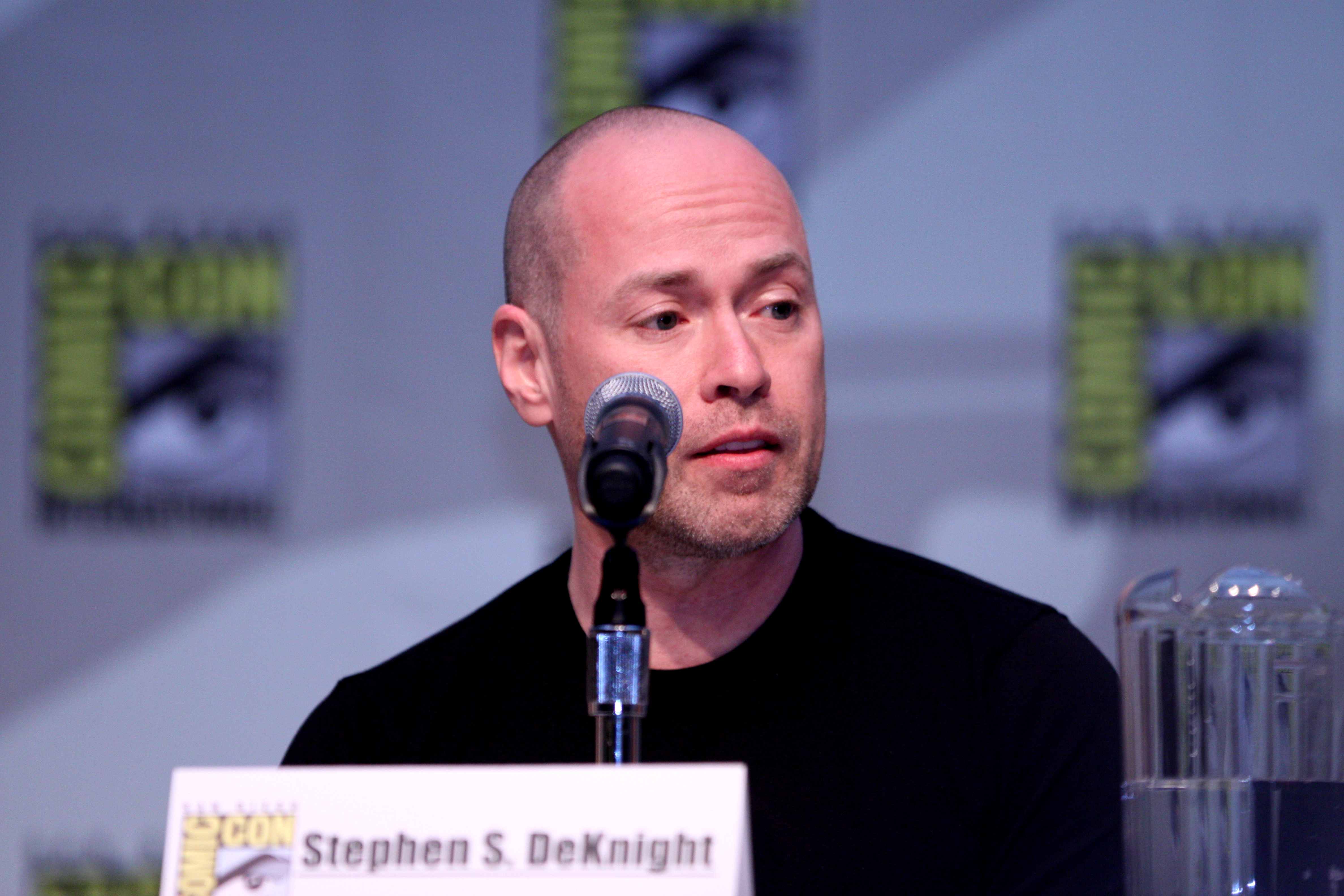
Le créateur Steven S. DeKnight, au Comic-Con de San Diego, en juillet 2010.

Le 29 juillet 2009, peu de temps après la fin du tournage, Starz annonce entamer la diffusion de sa nouvelle série, Spartacus : Le Sang des gladiateurs à partir 22 janvier 2010.
Le 9 mars 2010, Starz signale que la production de la seconde saison est retardée en raison de la santé de l'acteur principal Andy Whitfield, qui vient d'être diagnostiqué d'un lymphome non hodgkinien. Pour pallier l'arrêt du tournage, Starz lance la production d'une série préquelle de six épisodes intitulée Spartacus : Les Dieux de l'arène. La préquelle implique à la fois des anciens acteurs et des nouveaux, et principalement John Hannah dans le rôle de Batiatus et Lucy Lawless dans celui de Lucretia. La production commence en Nouvelle-Zélande durant l'été 2010 et la série est diffusée début janvier 2011.
Le 17 septembre 2010, Starz annonce que l'état de santé de Whitfield s'est à nouveau dégradé. À ce moment, la chaîne espère mettre en chantier le tournage de la seconde saison en janvier 2011. En octobre, Starz annonce que la série continue et prévoit de redistribuer le rôle que tenait Whitfield. Puis, c'est Andy Whitfield lui-même qui confirme qu'il ne peut plus participer à la saison 2.
Le 9 janvier 2011, Steven S. DeKnight, créateur de Spartacus, déclare lors d'une interview qu'il y a vu quelques bons candidats pour le rôle de Spartacus. Il annonce que la production de la saison 2 devrait commencer en avril 2011 toujours en Nouvelle-Zélande. DeKnight ajoute que les producteurs de Spartacus et l'équipe de Starz ne sont pas certains de continuer sans Andy Whitfield qui avait, selon eux, ajouté du sérieux et du cœur au personnage du fameux guerrier. Il déclare à ce sujet que « C'est inouï de changer le rôle de votre personnage principal dans une série télévisée et nous avons fait beaucoup d'introspection pour savoir si nous voulions tenter cela. » Le 17 janvier 2011, Starz annonce qu'Andy Whitfield est remplacé par Liam McIntyre pour la suite de la série.
Le 26 février 2011, lors d'une entrevue avec Entertainment Weekly, DeKnight révèle que la deuxième saison sera diffusée fin janvier 2012. En outre, il révèle que Lesley-Ann Brandt, l'actrice qui incarne Naevia, ne reviendra pas lors de la deuxième saison à cause du retard dans la production.
Le 11 septembre 2011, Andy Whitfield meurt des suites d'un lymphome non hodgkinien,, à l'âge de 39 ans.
Le 7 novembre 2011, avant même la diffusion de la deuxième saison, la chaine Starz annonce le renouvellement de la série pour une troisième saison. La deuxième saison, Spartacus : Vengeance est ensuite diffusée du 27 janvier au 30 mars 2012 sur la chaîne Starz aux États-Unis.
Le 4 juin 2012, Starz annonce que la troisième saison de Spartacus intitulée War of the Damned serait également la dernière.